# 千葉県立野田特別支援学校
千葉県立野田特別支援学校（ちばけんりつ のだとくべつしえんがっこう）は、千葉県野田市に所在する特別支援学校。知的障害及び肢体不自由の児童生徒を対象としている。

## 設置学部
- 小学部
- 中学部
- 高等部（普通科）

## 児童・生徒数
| 区分   | 人数  |
| ------ | ----- |
| 小学部 | 83名  |
| 中学部 | 44名  |
| 高等部 | 58名  |
| 生徒計 | 185名 |
| 職員   | 121名 |

## 通学区域
知的障害の児童生徒は野田市全域が対象である。肢体不自由の児童生徒については野田市全域に加え、柏市および流山市のつくばエクスプレス以北の地域が対象となる。

## 学校間交流
- 野田市立東部中学校[3]

## 所在地
〒278-0003 千葉県野田市鶴奉147-1

## アクセス
- 東武野田線「愛宕駅」より徒歩約20分